# Giuliano Montini

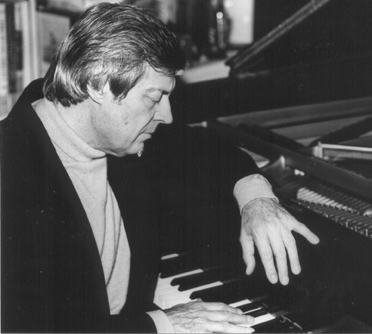
Giuliano Montini

Giuliano Montini (Veneza, 29 de outubro de 1932 — São Paulo, 17 de fevereiro de 2010) foi um pianista italiano, naturalizado brasileiro.
Iniciou seus estudos musicais ainda criança, no Conservatório de Santa Cecília, em Roma, estudando a seguir com grandes mestres, em renomadas instituições, fazendo simultaneamente diversas apresentações públicas.
A pianista Magdalena Tagliaferro foi sua professora no Rio de Janeiro, onde se apresentou como solista da Orquestra Sinfônica Brasileira em 1952.
Ingressou na Academia de Viena, sob a orientação do professor Bruno Seidlhofer, onde foi diplomado com a mais alta distinção. Seu primeiro recital na capital austríaca, em 1955, lhe valeu uma excelente crítica do jornal Neuer Kurier, descrito como “mago da música romântica”. Após sua formatura, estudou na Suíça com o pianista Alfred Cortot.
Desenvolveu brilhante carreira, realizando concertos e recitais pela Europa, notadamente Áustria, Alemanha, Inglaterra, Holanda, Itália e países escandinavos, participando como solista nos festivais internacionais de Viena e Bruxelas, tocando inclusive em emissoras de rádio; recebeu medalhas nos concursos internacionais de Genebra e Munique.
No Brasil, apresentou-se em diversos estados, nos mais renomados teatros e centros musicais, como recitalista, em concertos de música de câmara e solista com orquestra, sob a regência de maestros como Eleazar de Carvalho, Isaac Karabtchevsky, David Machado, John Neschling, Roberto Tibiriçá, Julio Medaglia, Aylton Escobar e Diogo Pacheco, entre outros.
Apaixonado pela música, seu vasto repertório abrangia obras de compositores desde Bach até Scriabin, Rachmaninoff, Prokofiev, e Britten, aos quais dedicava grande admiração e longas horas de estudo em seu Steinway pessoal.
Em 1992 formou o Trio Dell’Arte com a violinista Elisa Fukuda e o violoncelista Peter Dauelsberg, tendo participado durante 10 anos de concertos e importantes festivais internacionais na Europa e América Latina, com turnês pela Argentina, Alemanha, Espanha, Suíça, França, Portugal e nos Açores. Gravou com o Trio Dell’Arte dois CDs com obras de Nepomuceno, Dvorak, Brahms e Schubert.
Em março de 2004 formou um novo trio, com a violinista Elisa Fukuda e o violoncelista Alceu Reis.
Paralelamente, o Duo Elisa Fukuda e Giuliano Montini atuou desde 1992, com constantes apresentações, permitindo alcançar uma sensível afinidade musical aliada a um vasto repertório. O extenso trabalho camerístico desenvolvido resultou, em 2006, no lançamento de um CD do duo, com obras de Villa-Lobos, Brahms, Schumann e Claudio Santoro. O CD, intitulado De Villa Lobos a Brahms, foi lançado pela YB Music.
Giuliano Montini foi distinguido com o Prêmio de “Melhor Solista do Ano” pela Associação Paulista de Críticos de Arte em 1987 e 1990 e, com o Trio Dell’Arte, “Melhor Conjunto Instrumental do Ano” em 1993.
Após seu falecimento, num trágico acidente automobilístico em São Paulo, em artigo no portal do Estadão (19 de fevereiro de 2010), destaca-se uma singela homenagem: amigo e admirador de Montini, o maestro Roberto Tibiriçá - diretor artístico do Instituto Baccarelli e ocupante da cadeira de nº5 da Academia Brasileira de Música - afirmou que a perda do músico era irreparável: "Embora tenha nascido em Veneza, Itália, Giuliano Montini foi, como artista, um dos maiores pianistas do Brasil. Em sua carreira brilhante, atuou pela Orquestra Sinfônica do Estado de São Paulo com a violinista Elisa Fukuda em um duo por mais de 18 anos, e mantinha laços extremamente fraternos com o maestro Eleazar de Carvalho. Na minha juventude, recebi todo apoio e incentivo de Montini, que teve papel decisivo em minha carreira musical. Foi uma pessoa extraordinária, a quem devo muito, foi como um pai para mim".